# Tjocknäbbad eufonia
Tjocknäbbad eufonia (Euphonia laniirostris) är en fågel i familjen finkar inom ordningen tättingar. Den förekommer från Costa Rica i Centralamerika söderut genom Sydamerika till Bolivia

## Utseende
Tjocknäbbad eufonia är en liten, kompakt och kortstjärtad fink. Hanen är generellt gul under och mörkblå ovan, med relativt kraftig näbb. Till skillnad från andra arter är hjässan helgul, liksom strupen. Honan är mycket svår att skilja från andra eufoniahonor, framför allt gulkronad eufonia.

## Utbredning och systematik
Tjocknäbbad eufonia delas in i fem underarter med följande utbredning:
- melanura/crassirostris-gruppen
  - Euphonia laniirostris crassirostris – förekommer i Costa Rica, norra Colombia och norra Venezuela
  - Euphonia laniirostris melanura – förekommer från östra Colombia till östra Ecuador, norra Peru och västra Amazonas Brasilien
- laniirostris-gruppen
  - Euphonia laniirostris hypoxantha – förekommer i västra Ecuador och nordvästra Peru
  - Euphonia laniirostris zopholega – förekommer i tropiska öst-centrala Peru (Junín och Cusco)
  - Euphonia laniirostris laniirostris – förekommer i östra Bolivia och angränsande sydvästra Brasilien

### Familjetillhörighet
Tidigare behandlades släktena Euphonia och Chlorophonia som tangaror, men DNA-studier visar att de tillhör familjen finkar, där de tillsammans är systergrupp till alla övriga finkar bortsett från släktet Fringilla.

## Levnadssätt
Tjocknäbbad eufonia hittas i par eller smågrupper i öppna skogsområden, skogsbryn och trädgårdar. Den kan forma kringvandrande födosökande flockar tillsammans med skogssångare och tangaror.

## Status
Arten har ett stort utbredningsområde och beståndet anses stabilt. Internationella naturvårdsunionen IUCN listar den därför som livskraftig (LC). Beståndet uppskattas till i storleksordningen fem till 50 miljoner vuxna individer.

## Bilder

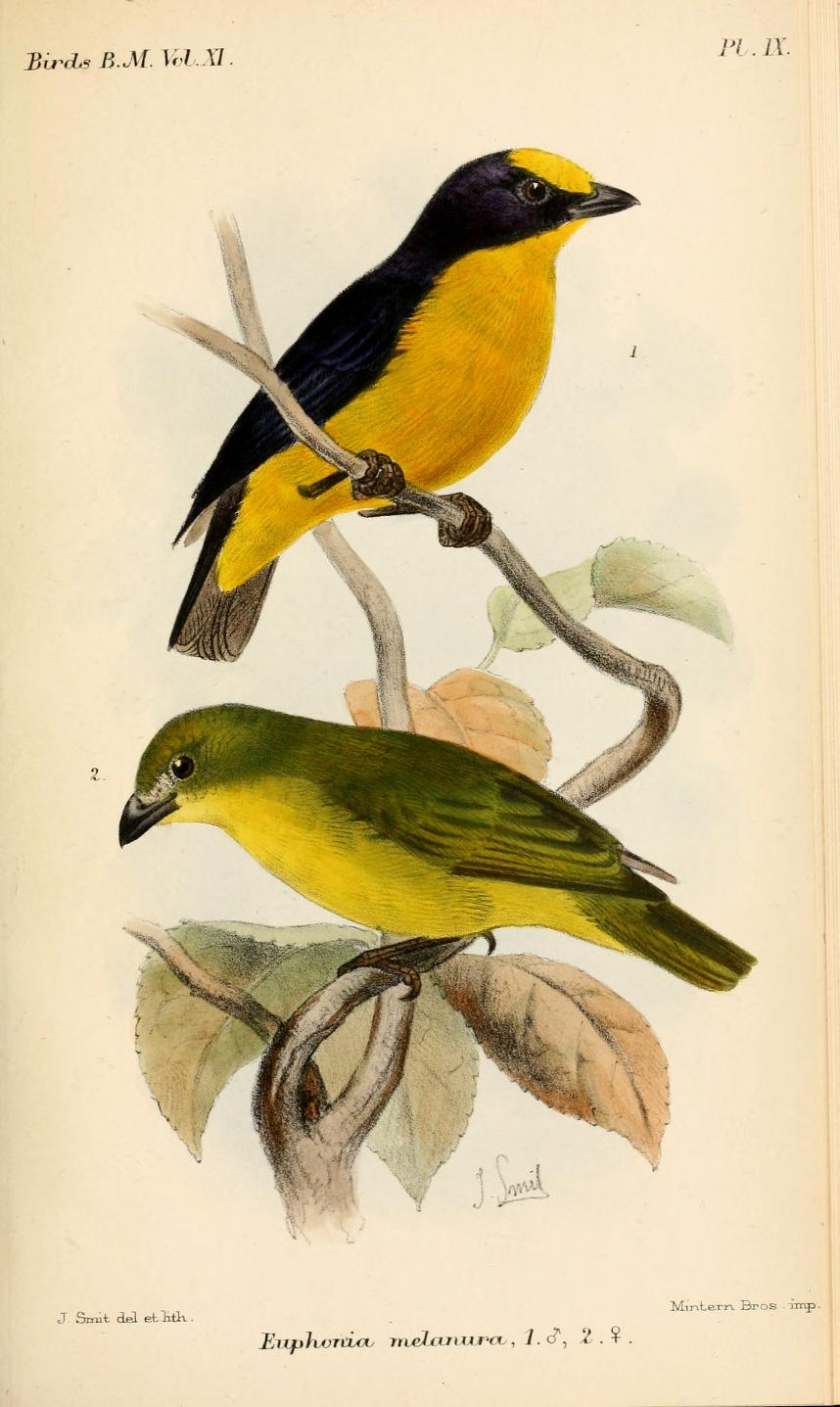
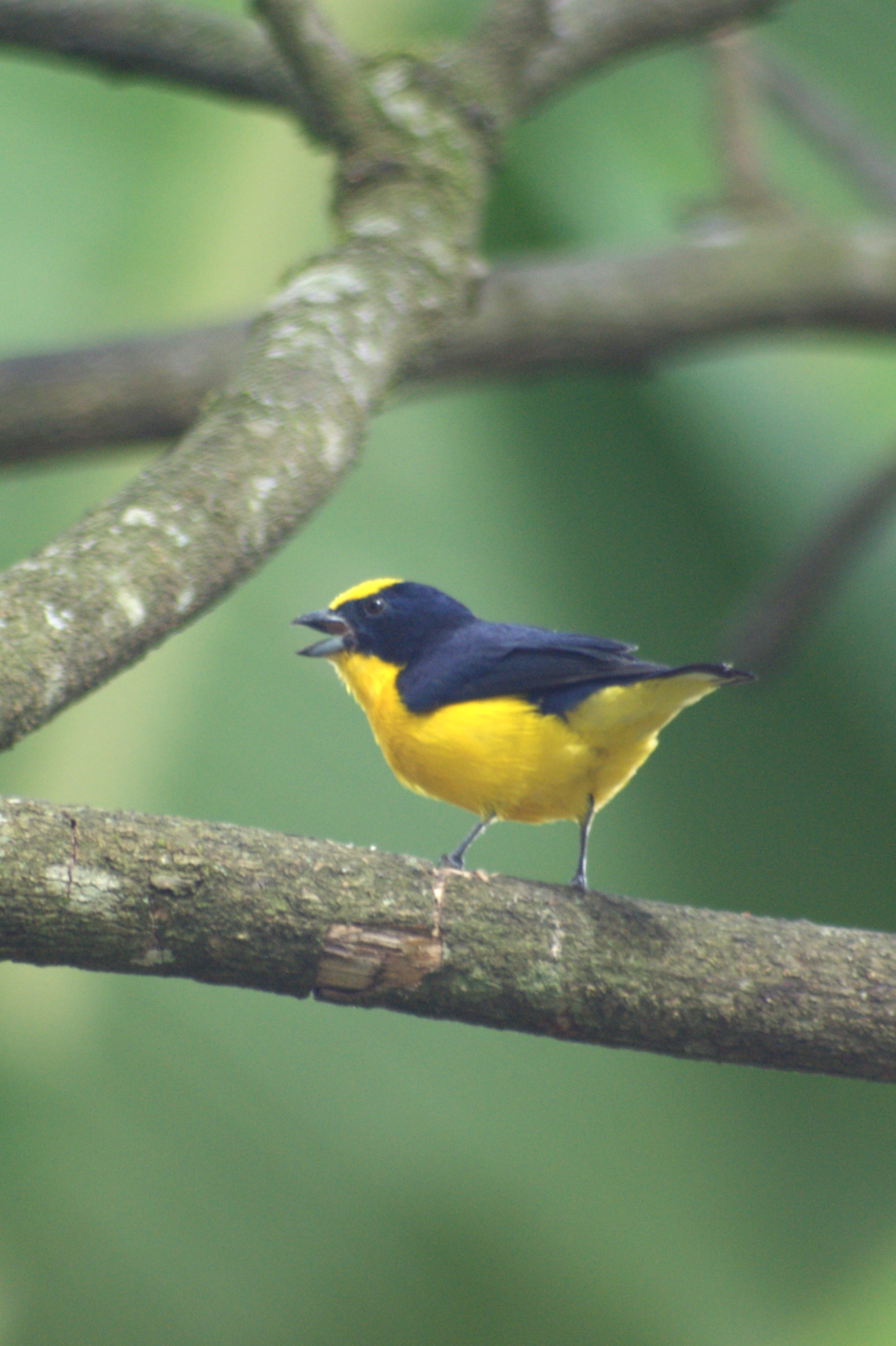
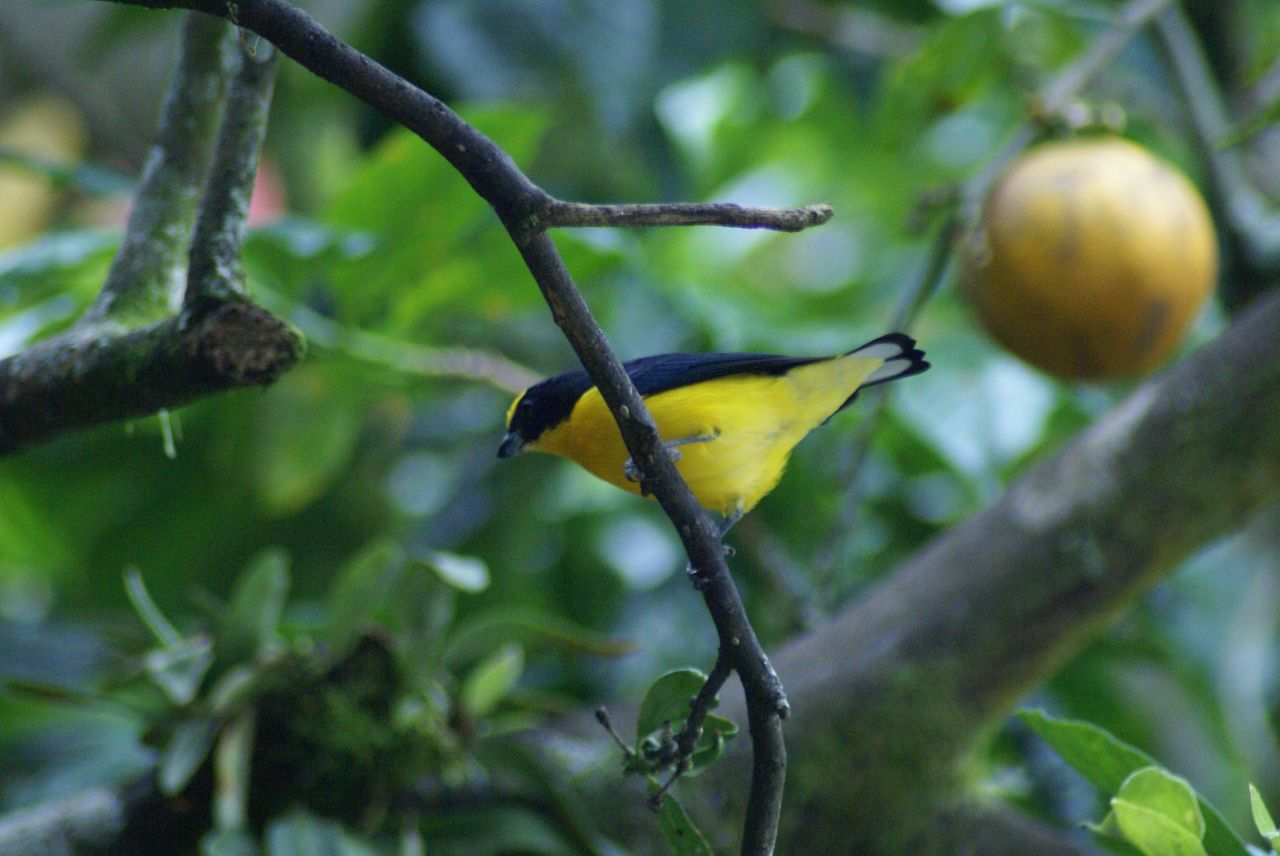